# Atlético Mineiro 3 - 2 Iugoslávia (1968)
Atlético 3x2 Iugoslávia foi um amistoso realizado em 19 de dezembro de 1968 no Mineirão. O Atlético disputou esta partida com a camisa da Seleção Brasileira.

## Antecedentes
A tradicional Seleção da Iugoslávia já foi considerada a melhor, ou uma das melhores, seleções do mundo. Conquistou a medalha de ouro nos Jogos Olímpicos de 1960 e o Campeonato Mundial Sub-20 em 1987, sendo esses, seus maiores títulos no futebol. Nas Olimpíadas ainda obteve três medalhas de prata nos Jogos Olimpícos de 1948, Jogos Olimpícos de 1952 e Jogos Olimpícos de 1956 e uma medalha de bronze nos Jogos Olimpícos de 1984. Na Copa do Mundo seu melhor desempenho foi um 3º lugar na Copa do Mundo de 1930 (juntamente com os EUA) e um 4º lugar na Copa do Mundo de 1962.
Na década de 1960 viveu um período de grande destaque, quando formou um time magnífico, composto por jogadores que eram destaques nos principais clubes da Europa. Com esse time, alcançaram grandes triunfos como a já mencionada medalha de ouro nos Jogos Olímpicos de 1960, um 4º lugar na Copa do Mundo de 1962 e dois vice-campeonatos da Eurocopa, em 1960 e 1968. Com o fim da Iugoslávia, a seleção nacional também desmembrou-se, dando lugar a cinco novas seleções: Sérvia e Montenegro, Croácia, Macedônia, Bósnia e Eslovénia.

## O Jogo
| 19 de dezembro | Atlético Mineiro                              | 3–2       | Iugoslávia                         | Estádio Mineirão, Belo Horizonte       |
| 21:30          | Vaguinho 32' · Amauri Horta 45' · Ronaldo 53' | Relatório | Josip Bukal 5' · Nenad Bjekovic 8' | Público: 37 592 Árbitro: Ramón Barreto |

| Atlético | Jugoslávia |

|                |    |                 |  |                 |
|                |    |                 |  |                 |
| GR             | 1  | Mussula         |  |                 |
| LD             | 2  | Vander          |  |                 |
| ZA             | 3  | Grapete         |  |                 |
| ZA             | 4  | Normandes       |  | Substituído     |
| LE             | 6  | Décio Teixeira  |  |                 |
| VO             | 5  | Vanderlei Paiva |  | Capitão         |
| VO             | 8  | Amauri          |  |                 |
| AD             | 7  | Lola            |  |                 |
| MC             | 10 | Vaguinho        |  |                 |
| AE             | 11 | Tião            |  | Substituído     |
| AT             | 9  | Ronaldo         |  |                 |
| Substituições: |    |                 |  |                 |
| MC             | 14 | Djalma Dias     |  | Entrou em campo |
| AT             | 19 | Caldeira        |  | Entrou em campo |
| Treinador:     |    |                 |  |                 |
| Yustrich       |    |                 |  |                 |

|                |    |                    |  |                 |
|                |    |                    |  |                 |
| GR             | 1  | Ivan Ćurković      |  |                 |
| LD             | 2  | Anđelko Tešan      |  |                 |
| ZA             | 3  | Rajko Aleksić      |  |                 |
| ZA             | 4  | Miroslav Pavlović  |  | Substituído     |
| LE             | 6  | Kiril Dojčinovski  |  |                 |
| MC             | 5  | Blagoje Paunović   |  |                 |
| MC             | 8  | Nenad Bjeković     |  | Substituído     |
| AD             | 17 | Metodije Spasovski |  |                 |
| MA             | 7  | Vahidin Musemić    |  | Substituído     |
| AT             | 8  | Jovan Aćimović     |  | Substituído     |
| AT             | 11 | Josip Bukal        |  |                 |
| Substituições: |    |                    |  |                 |
| ZA             | 10 | Rudolf Belin       |  | Entrou em campo |
| AT             | 9  | Dragan Holcer      |  | Entrou em campo |
| MC             | 14 | Ilija Katic        |  | Entrou em campo |
| MC             | 15 | Fikret Mujkic      |  | Entrou em campo |
| Treinador:     |    |                    |  |                 |
| Rajko Mitić    |    |                    |  |                 |

Homem do Jogo:
Vaguinho (Atlético)